# 칠릴라봄브웨
칠릴라봄브웨(Chililabombwe)는 잠비아 코퍼벨트주의 도시로 높이는 1,360m(4,462ft), 인구는 93,000명(2005년 기준)이다. 옛 이름은 뱅크포르트(Bancroft)이다. 콩고 민주 공화국 국경과 가까운 지점에 위치하며 구리 채굴이 경제 활동의 주를 이룬다.

## 같이 보기
- 칭골라
- 키트웨
- 은돌라